# Giovanni Cappelluzzo
Giovanni Cappelluzzo (Parma, 5 agosto 1959) è un politico italiano, presidente della provincia di Bergamo dal 1995 al 1999.
Dirigente del  Bergamo, nel 1995, si candida alla presidenza della provincia di Bergamo per la Lega Nord. Con il 31,7% delle preferenze, conquista il ballottaggio contro il candidato di centro-destra, Giuliano Capetti, fermo al 26,3% dei voti.
Il ballottaggio vede un'inedita convergenza tra la Lega Nord e le forze di centro-sinistra, guidate dal Pds. A chiusura della campagna elettorale, l'On.Francesco Speroni dichiarava: "In Lombardia, visto che noi siamo al ballottaggio contro il Polo a Bergamo, potrebbe esserci uno scambio e la sponda d'appoggio è per forza di cose l'Ulivo".
Al ballottaggio, Cappelluzzo incassa il 60% dei voti, contro il 40% di Capetti, con punte fino al 75% in Val Brembana e Val Seriana.
Eletto, entrava subito in forte competizione con l'allora Sindaco del capoluogo orobico, Guido Vicentini di centro-sinistra. A dividerli alcune scelte urbanistiche e di programmazione politica, tra le quali la localizzazione del  nuovo ospedale di Bergamo.
Non rieletto alle  elezioni amministrative del 1999, si è allontanato dalla Lega Nord. Nel 2012 ha aderito all'API.